# 媞子内親王
媞子内親王（ていし/やすこないしんのう、承保3年4月5日（1076年5月10日） - 嘉保3年8月7日（1096年8月27日））は、第72代白河天皇の第1皇女。母は中宮藤原賢子。伊勢斎宮、同母弟堀河天皇の准母、中宮。女院号は郁芳門院（いくほうもんいん）。

## 生涯
承暦2年（1078年）3月准三宮。同年8月2日、3歳で斎宮に卜定、9月1日大膳職へ初斎院入り。同3年（1079年）4月に袴着、9月8日、野宮へ移る。同4年（1080年）9月15日、伊勢に下向。応徳元年（1084年）9月22日、母后賢子崩御により在任6年で退下、同年12月4日帰京。同3年（1086年）父白河天皇譲位、弟堀河天皇即位。寛治元年（1087年）7月、白河院と対面、同年12月16日、堀河天皇准母として入内。同5年（1091年）1月22日中宮に冊立。同7年（1093年）1月19日女院となり、郁芳門院と号す。嘉保3年（1096年）8月7日病で崩御。享年21。
最愛の中宮賢子との間に生まれ、母に似て美しかったという媞子を、白河天皇は殊のほか鍾愛した（『中右記』）。媞子が斎宮に卜定された際にも野宮まで行幸しているが、天皇の野宮行幸はこれが唯一の例である。斎宮を退下すると今度は堀河天皇の准母とし、さらにそれを根拠に中宮に立てた。これは醍醐天皇養母として皇太夫人になった女御藤原温子の例に倣うものとしているが、天皇の同母姉を后位に立てるのは前代未聞のことであり、廷臣を唖然とさせること並大抵ではなかった。何れにしてもこの媞子の立后が先例となり、天皇と配偶関係がない内親王が皇后に立つという准母立后の伝統が始まることになる。なお准母立后で中宮に冊立されたのはこの媞子ただ一人であり、その他の准母は全て皇后に冊立されていることからも、彼女がいかに特別な存在であったが見て取れる。媞子はさらに院号宣言をも蒙り郁芳門院と号した。
『中右記』はまた媞子内親王のことを「身体美麗、風容甚盛、性もとより寛仁、接心好施」、つまり容姿が麗しく優美であり、施しを好む寛容な心優しい女性だと記している。また田楽を大変好み、しばしば御所で見物を楽しんだ。白河院は御幸の際には必ず内親王と同車し、病がちな内親王のためにしばしば寺社に参篭して、その息災を祈り絶えず祈祷させた。内親王が21歳で早世すると、白河院は悲嘆のあまり2日後に出家した。その後院と内親王の御所であった六条殿に御堂が建立され、院はそこへ昔日と変わらぬままに女房達を仕えさせたという（『今鏡』）。内親王の御所に仕えた女房に歌人の郁芳門院安芸がいる。六条御堂は京都・万寿寺の前身にあたる。
陵墓は母賢子と同じ、上醍醐陵（京都府京都市伏見区醍醐醍醐山醍醐寺内）。